# Rogernomics
Der Begriff Rogernomics bezeichnet die Politik des ehemaligen neuseeländischen Finanzministers Roger Douglas der Labour Party. Er wurde angelehnt an den Begriff Reaganomics, der auf den US-Präsidenten Ronald Reagan zurückgeht. 

## Auslöser der Reformen
Neuseeland ist als exportabhängige Nation mit vergleichsweise kleinem Binnenmarkt extrem anfällig für Schwankungen des Welthandels. Die schwierige weltpolitische Lage in den 1970er Jahren setzte der Volkswirtschaft stark zu. Seit dem Eintritt Großbritanniens in die Europäische Wirtschaftsgemeinschaft (EWG) 1973 litt Neuseeland erstmals unter steigender Arbeitslosigkeit, man musste sich an neuen Außenhandelspartnern orientieren und neue Märkte erschließen. Als Folge von Großbritanniens Beitritt waren die Exporte Neuseelands in die EWG begrenzt, zudem brach die Auslandsnachfrage durch die erste Ölkrise ein und die wichtigen Rohstoffimporte verteuerten sich. Neben den aufkommenden wirtschaftlichen Problemen belasteten den Staatshaushalt hohe Subventionen für landwirtschaftliche Erzeugnisse. Zusammen mit dem festgelegten Wechselkurs des neuseeländischen Dollars sorgten diese volkswirtschaftlichen Probleme für einen drohenden Bankrott Neuseelands.

## Ziele & Folgen
Die Globalisierung des Welthandels stellte Neuseeland vor neue Herausforderungen. Als zukunftsweisende Maßnahme setzte man die Hoffnung in eine Modernisierung der neuseeländischen Wirtschaft bzw. des Staates auf Basis einer weitestgehend freien Marktwirtschaft. Der Rückzug des Staates aus der Wirtschaftssteuerung, hin zu einem liberaleren System, und die Beschneidung des Sozialstaates sollten hohe Einsparungen bewirken und die wirtschaftliche Konkurrenzfähigkeit Neuseelands wiederherstellen. 
Infolgedessen senkte die Labour-Regierung Steuern, privatisierte Staatsbetriebe (wie z. B. 1987 die staatliche Postgesellschaft New Zealand Post Office), senkte Staatsausgaben im Sozialbereich und strich Subventionen sowie Zölle. 